# The Complete U2
The Complete U2 é um box set digital, da banda de rock irlandesa U2, sendo lançado em 23 de novembro de 2004, pela Apple Computer no iTunes Store.
É o primeiro álbum totalmente digital lançado por qualquer artista. Inclui faixas de todos os álbuns da banda de 1979 a 2004, abragindo desde Boy até How to Dismantle an Atomic Bomb, singles e canções não divulgados anteriormente.
O álbum possui um total de 446 canções.
Devido à duplicação das faixas entre álbuns e singles, apenas 398 dessas faixas são exclusivas deste conjunto, e as 48 músicas restantes são faixas duplicadas. No Apple iTunes 2004, lançou uma "Digital Box Set" de gravações da banda, intitulado "O U2 Completo". Nem todas as faixas têm feito a este conjunto, no entanto, como muitos dos covers que foram gravadas ao longo dos anos não fazem, definitivamente, parte do "set final", também não estão aparecendo muitas gravações do U2 das que foram lançadas como parte das compilações diversas ao longo dos anos.
Incluído no conjunto, existem algumas faixas que antes nunca foram liberados pelo U2. Estes são agrupados em quatro sets, e cada um são dadas as suas próprias imagens da capa do encarte que acompanha. Esses quatro pontos, são dadas a cada entrada, sua discografia própria como "Unreleased & Rare", "Live from Boston 1981", "U2 Love: Live from the Point Depot" e "Early Demos". A liberação dessas faixas mostram uma nova vontade do U2 para aprofundar o seu passado e, entrevistas recentes com a banda têm apontado para a liberação de mais dessas compilações digitais futuramente, mais especificamente à discussão sobre a liberação de shows neste formato no futuro.

## Discos
| Disco | Título                                       | Tipo             | Duração | Faixas |
| ----- | -------------------------------------------- | ---------------- | ------- | ------ |
| 1     | "Another Day"                                | Single           | 7:57    | 2      |
| 2     | Three                                        | EP               | 9:24    | 3      |
| 3     | "11 O'Clock Tick Tock"                       | Single           | 7:11    | 2      |
| 4     | "A Day Without Me"                           | Single           | 5:31    | 2      |
| 5     | "I Will Follow"                              | Single           | 7:01    | 2      |
| 6     | Boy                                          | Álbum de estúdio | 42:13   | 11     |
| 7     | "Fire"                                       | Single           | 18:11   | 4      |
| 8     | "Gloria"                                     | Single           | 8:04    | 2      |
| 9     | October                                      | Álbum de estúdio | 41:08   | 11     |
| 10    | "A Celebration"                              | Single           | 5:31    | 2      |
| 11    | "New Year's Day"                             | Single           | 18:10   | 4      |
| 12    | War                                          | Álbum de estúdio | 43:08   | 10     |
| 13    | "Two Hearts Beat as One"                     | Single           | 18:05   | 5      |
| 14    | Under a Blood Red Sky                        | Álbum ao vivo    | 33:25   | 8      |
| 15    | "Pride (In the Name of Love)"                | Single           | 19:12   | 5      |
| 16    | The Unforgettable Fire                       | Álbum de estúdio | 42:19   | 10     |
| 17    | "The Unforgettable Fire" & B-Sides           | Single           | 17:27   | 4      |
| 18    | Wide Awake in America                        | EP               | 20:43   | 4      |
| 19    | "With or Without You"                        | Single           | 14:18   | 3      |
| 20    | The Joshua Tree                              | Álbum de estúdio | 50:11   | 11     |
| 21    | "I Still Haven't Found What I'm Looking For" | Single           | 12:21   | 3      |
| 22    | "Where the Streets Have No Name"             | Single           | 16:20   | 4      |
| 23    | "Desire"                                     | Single           | 12:39   | 3      |
| 24    | Rattle and Hum                               | Álbum duplo      | 1:12:23 | 17     |
| 25    | "Angel of Harlem"                            | Single           | 14:32   | 3      |
| 26    | "When Love Comes to Town"                    | Single           | 15:46   | 3      |
| 27    | "All I Want Is You"                          | Single           | 10:43   | 2      |
| 28    | "The Fly"                                    | Single           | 14:33   | 3      |
| 29    | Achtung Baby                                 | Álbum de estúdio | 55:29   | 12     |
| 30    | "Mysterious Ways" & Remixes                  | Single           | 13:22   | 7      |
| 31    | "One"                                        | Single           | 15:27   | 3      |
| 32    | "Even Better Than the Real Thing"            | single           | 18:19   | 4      |
| 33    | "Even Better Than the Real Thing" Remixes    | Single           | 37:15   | 6      |
| 34    | "Who's Gonna Ride Your Wild Horses"          | Single           | 21:27   | 4      |
| 35    | Zooropa                                      | Álbum de estúdio | 51:21   | 10     |
| 36    | "Lemon" Remixes                              | Single           | 59:45   | 9      |
| 37    | "Stay (Faraway, So Close!)"                  | Single           | 19:50   | 4      |
| 38    | Melon                                        | álbum remix      | 47:01   | 7      |
| 39    | Original Soundtracks 1                       | Álbum de estúdio | 58:08   | 14     |
| 40    | "Miss Sarajevo"                              | Single           | 19:30   | 4      |
| 41    | "Discothèque"                                | Single           | 14:42   | 3      |
| 42    | "Discothèque" Remixes                        | Single           | 1:05:08 | 10     |
| 43    | Pop                                          | Álbum de estúdio | 1:00:13 | 12     |
| 44    | "Staring at the Sun"                         | Single           | 14:42   | 3      |
| 45    | "Staring at the Sun" Remixes                 | Single           | 16:34   | 3      |
| 46    | "Last Night on Earth"                        | Single           | 14:01   | 3      |
| 47    | "Please"                                     | Single           | 48:48   | 9      |
| 48    | "If God Will Send His Angels"                | Single           | 22:29   | 5      |
| 49    | "Mofo" Remixes                               | Single           | 37:40   | 5      |
| 50    | "Sweetest Thing"                             | Single           | 22:25   | 5      |
| 51    | The Best of 1980–1990                        | greatest hits    | 1:04:28 | 15     |
| 52    | "Beautiful Day"                              | Single           | 20:07   | 5      |
| 53    | All That You Can't Leave Behind              | Álbum de estúdio | 53:09   | 12     |
| 54    | Hasta la Vista Baby!                         | Álbum ao vivo    | 1:09:19 | 14     |
| 55    | "Stuck in a Moment You Can't Get Out Of"     | Single           | 36:06   | 7      |
| 56    | "Elevation"                                  | Single           | 19:42   | 4      |
| 57    | "Elevation" Remixes                          | Single           | 31:15   | 5      |
| 58    | "Walk On"                                    | Single           | 20:59   | 4      |
| 59    | "Electrical Storm"                           | Single           | 32:05   | 5      |
| 60    | The Best of 1990–2000                        | greatest hits    | 1:16:20 | 17     |
| 61    | "Vertigo"                                    | Single           | 7:01    | 2      |
| 62    | "Vertigo" Remixes                            | Single           | 18:36   | 4      |
| 63    | How to Dismantle an Atomic Bomb              | Álbum de estúdio | 52:58   | 12     |
| 64    | Unreleased & Rare                            | Compilação       | 1:17:12 | 18     |
| 65    | Live from Boston 1981                        | Álbum ao vivo    | 54:34   | 13     |
| 66    | Live from the Point Depot                    | Álbum ao vivo    | 1:39:44 | 21     |
| 67    | Early Demos                                  | EP               | 13:14   | 3      |

### Digital Box Set - Álbuns Exclusivos
Os seguintes álbuns só estão disponviveis nos sets:

#### Early Demos
Early Demos é um EP contendo três demos, produzidos por Barry Devlin e gravados no Keystone Studios em Abril de 1978.
| N.º | Título                          | Duração |  |
| 1.  | "Street Missions"               | 4:17    |  |
| 2.  | "Shadows and Tall Trees" (Demo) | 4:40    |  |
| 3.  | "The Fool"                      | 4:15    |  |

#### Live from Boston 1981
Live from Boston 1981 é um álbum ao vivo gravado no Paradise Rock Club, Boston em 6 de Março de 1981.
| N.º | Título                         | Duração |  |
| 1.  | "The Ocean"                    | 2:22    |  |
| 2.  | "11 O'Clock Tick Tock"         | 5:02    |  |
| 3.  | "Touch"                        | 3:01    |  |
| 4.  | "An Cat Dubh / Into the Heart" | 7:54    |  |
| 5.  | "Another Time, Another Place"  | 4:33    |  |
| 6.  | "The Cry/The Electric Co."     | 4:53    |  |
| 7.  | "Things to Make and Do"        | 3:35    |  |
| 8.  | "Stories for Boys"             | 3:03    |  |
| 9.  | "Twilight"                     | 4:27    |  |
| 10. | "I Will Follow"                | 3:58    |  |
| 11. | "Out of Control"               | 5:18    |  |
| 12. | "11 O'Clock Tick Tock"         | 5:01    |  |
| 13. | "The Ocean"                    | 2:11    |  |

#### Live from the Point Depot
Live from the Point Depot é um álbum ao vivo digital da banda irlandesa U2 lançado pelo iTunes Music Store em 23 de novembro de 2004 como parte do box, "The Complete U2."   É o primeiro álbum bootleged da banda, cantando em um show de véspera de ano novo em Dublin em 1989.

## Faixas
| N.º | Título                                            | Duração |  |
| 1.  | "Auld Lang Syne / Where the Streets Have No Name" | 6:55    |  |
| 2.  | "I Will Follow"                                   | 4:20    |  |
| 3.  | "I Still Haven't Found What I'm Looking For"      | 5:09    |  |
| 4.  | "MLK"                                             | 1:53    |  |
| 5.  | "One Tree Hill"                                   | 4:52    |  |
| 6.  | "Gloria"                                          | 4:34    |  |
| 7.  | "God Part II"                                     | 3:35    |  |
| 8.  | "Desire"                                          | 3:10    |  |
| 9.  | "All Along the Watchtower"                        | 4:07    |  |
| 10. | "All I Want Is You"                               | 1:03    |  |
| 11. | "Bad"                                             | 7:31    |  |
| 12. | "Van Diemen's Land"                               | 2:59    |  |
| 13. | "The Star-Spangled Banner / Bullet the Blue Sky"  | 6:23    |  |
| 14. | "Running to Stand Still / Dirty old Town"         | 5:16    |  |
| 15. | "New Year's Day"                                  | 4:44    |  |
| 16. | "Pride (In the Name of Love)"                     | 6:03    |  |
| 17. | "Party Girl"                                      | 3:41    |  |
| 18. | "Angel of Harlem"                                 | 4:14    |  |
| 19. | "When Love Comes to Town"                         | 5:02    |  |
| 20. | "Love Rescue Me"                                  | 6:42    |  |
| 21. | "40"                                              | 7:25    |  |

### Unreleased & Rare
Unreleased & Rare é uma compilação de faixas raras e não lançadas. Em sua grande maioria, as canções são do período entre os álbuns All That You Can't Leave Behind e How to Dismantle an Atomic Bomb.
| N.º | Título                                                  | Duração |  |
| 1.  | "Levitate"                                              | 5:09    |  |
| 2.  | "Love You Like Mad"                                     | 4:17    |  |
| 3.  | "Smile"                                                 | 3:17    |  |
| 4.  | "Flower Child"                                          | 4:54    |  |
| 5.  | "Beautiful Ghost / Introduction to Songs of Experience" | 3:52    |  |
| 6.  | "Jesus Christ"                                          | 3:12    |  |
| 7.  | "Xanax and Wine"                                        | 4:39    |  |
| 8.  | "All Because of You"                                    | 3:35    |  |
| 9.  | "Native Son"                                            | 3:08    |  |
| 10. | "Yahweh"                                                | 4:31    |  |
| 11. | "Sometimes You Can't Make It on Your Own"               | 5:30    |  |
| 12. | "Numb"                                                  | 3:57    |  |
| 13. | "Bass Trap"                                             | 3:33    |  |
| 14. | "Night and Day"                                         | 5:20    |  |
| 15. | "Numb" (Gimme Some More Dignity Mix)                    | 5:50    |  |
| 16. | "Salomé"                                                | 5:51    |  |
| 17. | "Christmas (Baby Please Come Home)"                     | 2:19    |  |
| 18. | "Stateless"                                             | 4:05    |  |